# Sesuvium verrucosum
Sesuvium verrucosum es una especie de planta suculenta perteneciente a la familia Aizoaceae. Es nativa de las Américas, donde se puede encontrar en el cuadrante suroeste de los Estados Unidos, México y partes de América del Sur. 

## Descripción
Es una hierba perenne que produce tallos postrados con muchas ramas de hasta un metro de largo, formando una alfombra de hasta dos metros de ancho. El forraje es verrugoso, densamente cubierto de protuberancias cristalinas. Los tallos están forrados con hojas de diferentes formas, que miden hasta 4 cm de largo. Las flores se producen en las axilas de las hojas. Estas no tienen pétalos, pero tienen cinco sépalos que son generalmente de color rosa brillante a rojo o de color naranja con una superficie gruesa, rugosa en el exterior. El centro de la flor es un anillo de estambres. El fruto es una cápsula de 4 a 5 mm de largo que contiene muchas semillas.

## Hábitat
Crece en muchos suelos desde solución salina a alcalina y en diferentes tipos de hábitat, en la costa y el interior, incluyendo las marismas salinas y otros humedales, pisos álcalinos, y en el desierto. 

## Taxonomía
Sesuvium verrucosum fue descrita por el polímata, naturalista, meteorólogo, y arqueólogo estadounidense de origen franco-germano-italiano, Constantine Samuel Rafinesque y publicado en  New Flora and Botany of North America... 4: 16, en el año 1836 [1838].
Etimología
Sesúvium: nombre genérico que deriva del latín: sesuvium -i = sinónimo de sedum (lat. sedum, -i n. = nombre de diversas crasuláceas de los géneros Sedum y Sempervivum)
verrucosum: epíteto latino que significa "con verrugas".
Sinonimia
- Sesuvium erectum Correll[2]